# Demonax reductispinosus
Demonax reductispinosus là một loài bọ cánh cứng trong họ Cerambycidae.